# Peter Mueller (lední hokejista)
Peter Randy Mueller (* 14. dubna 1988, Bloomington, Minnesota, USA) je bývalý americký hokejový útočník, který ve své poslední sezóně hrál v české hokejové lize v týmu HC Kometa Brno.

## Kariéra
Mueller byl vybrán na 8. místě draftu NHL 2006 týmem Phoenix Coyotes. V sezóně 2004–05 hrál v americkém rozvojovém programu a po sezóně přešel do juniorské kanadské ligy Western Hockey League, kde hrál za Everett Silvertips. Před sezónou 2007–08 odešel do NHL, kde nastupoval za Phoenix Coyotes a během sezóny byl zvolen do NHL YoungStars Game v Atlantě. 7. listopadu 2007 vsítil svůj první hattrick v NHL během zápasu proti Anaheimu Ducks. V sezóně 2009–10 Muellerova produktivita klesla a on následně požádal o výměnu. 3. března 2010 byl vyměněn společně s Kevinem Porterem do Colorada Avalanche za Wojteka Wolskiho. V prvním zápase za Colorado vsítil branku a pomohl k vítězství 4:3 nad Anaheimem Ducks. 10. září 2010 prodloužil s Avalanche smlouvu o 2 roky za 4 milióny dolarů. Na konci sezóny 2009–10 utrpěl v zápase proti San Jose Sharks otřes mozku po zákroku Roba Blakea a týden před začátkem sezóny 2010–11 utrpěl další otřes mozku. Kvůli neustupujícím potížím po otřesech mozku vynechal celou sezónu 2010–11. V letech 2018–2022 byl hráčem Komety Brno. Před sezónou 2022-2023 přestoupil do týmu HC Vítkovice Ridera

## Ocenění a úspěchy
- 2006 WHL – Jim Piggott Memorial Trophy
- 2007 CHL – Druhý All-Star Tým
- 2008 NHL – Nováček měsíce ledna
- 2008 NHL – YoungStars Game
- 2014 NLA – Nejlepší střelec
- 2019 ČHL – Nejlepší střelec v přesilových hrách
- 2019 ČHL – Nejproduktivnější cizinec
- 2019 ČHL – Zlatá helma Sencor
- 2021 ČHL – Nejproduktivnější hráč
- 2021 ČHL – Nejproduktivnější cizinec
- 2022 ČHL – Nejproduktivnější cizinec
- 2025 ČHL – Vítězný gól

## Prvenství

### NHL
- Debut – 4. října 2007 (Phoenix Coyotes proti St. Louis Blues)
- První gól – 18. října 2007 (Phoenix Coyotes proti Edmonton Oilers, kanadskému brankáři Dwayne Roloson)
- První asistence – 20. října 2007 (Phoenix Coyotes proti Detroit Red Wings)
- První hattrick – 7. listopadu 2007 (Anaheim Ducks proti Phoenix Coyotes)

### ČHL
- Debut – 15. září 2018 (Piráti Chomutov proti HC Kometa Brno)
- První asistence – 15. září 2018 (Piráti Chomutov proti HC Kometa Brno)
- První gól – 22. září 2018 (HC Olomouc proti HC Kometa Brno, slovenskému brankáři Branislavu Konrádovi)
- První hattrick – 30. prosince 2019 (HC Kometa Brno proti HC Energie Karlovy Vary)

### DEL
- Debut – 5. ledna 2024 (Iserlohn Roosters proti Grizzlys Wolfsburg)
- První gól – 5. ledna 2024 (Iserlohn Roosters proti Grizzlys Wolfsburg, německému brankáři Andreas Jenike)
- První asistence – 12. ledna 2024 (Augsburger Panther proti Grizzlys Wolfsburg)

## Klubové statistiky
| Sezóna       | Klub                 | Soutěž       |     | Základní část | Základní část | Základní část | Základní část | Základní část |    | Play off | Play off | Play off | Play off | Play off |
| Sezóna       | Klub                 | Soutěž       | Z   | G             | A             | B             | TM            | Z             | G  | A        | B        | TM       |          |          |
| 2004–05      | USNTDP               | NAHL         | 40  | 26            | 26            | 52            | 56            | —             | —  | —        | —        | —        |          |          |
| 2005–06      | Everett Silvertips   | WHL          | 52  | 26            | 32            | 58            | 44            | 15            | 7  | 6        | 13       | 10       |          |          |
| 2006–07      | Everett Silvertips   | WHL          | 51  | 21            | 57            | 78            | 45            | 12            | 7  | 9        | 16       | 12       |          |          |
| 2007–08      | Phoenix Coyotes      | NHL          | 81  | 22            | 32            | 54            | 32            | —             | —  | —        | —        | —        |          |          |
| 2008–09      | Phoenix Coyotes      | NHL          | 72  | 13            | 23            | 36            | 24            | —             | —  | —        | —        | —        |          |          |
| 2009–10      | Phoenix Coyotes      | NHL          | 54  | 4             | 13            | 17            | 8             | —             | —  | —        | —        | —        |          |          |
| 2009–10      | Colorado Avalanche   | NHL          | 15  | 9             | 11            | 20            | 8             | —             | —  | —        | —        | —        |          |          |
| 2010–11      | Colorado Avalanche   | NHL          | 0   | 0             | 0             | 0             | 0             | —             | —  | —        | —        | —        |          |          |
| 2011–12      | Colorado Avalanche   | NHL          | 32  | 7             | 9             | 16            | 8             | —             | —  | —        | —        | —        |          |          |
| 2012–13      | Florida Panthers     | NHL          | 43  | 8             | 9             | 17            | 18            | —             | —  | —        | —        | —        |          |          |
| 2013–14      | Kloten Flyers        | NLA          | 49  | 24            | 22            | 46            | 12            | 10            | 2  | 1        | 3        | 4        |          |          |
| 2014–15      | Kloten Flyers        | NLA          | 34  | 10            | 7             | 17            | 12            | 5             | 0  | 1        | 1        | 0        |          |          |
| 2015–16      | Malmö Redhawks       | SHL          | 43  | 13            | 12            | 25            | 16            | —             | —  | —        | —        | —        |          |          |
| 2016–17      | Providence Bruins    | AHL          | 56  | 13            | 12            | 25            | 16            | 11            | 1  | 2        | 3        | 2        |          |          |
| 2017–18      | EC Red Bull Salzburg | EBEL         | 38  | 14            | 28            | 42            | 18            | 19            | 5  | 14       | 19       | 10       |          |          |
| 2018–19      | HC Kometa Brno       | ČHL          | 43  | 24            | 21            | 45            | 42            | 10            | 6  | 3        | 9        | 4        |          |          |
| 2019–20      | HC Kometa Brno       | ČHL          | 33  | 14            | 24            | 38            | 25            | —             | —  | —        | —        | —        |          |          |
| 2020–21      | HC Kometa Brno       | ČHL          | 46  | 29            | 35            | 64            | 14            | 9             | 3  | 2        | 5        | 4        |          |          |
| 2021–22      | HC Kometa Brno       | ČHL          | 48  | 23            | 32            | 55            | 14            | 4             | 3  | 3        | 6        | 8        |          |          |
| 2022–23      | HC Vítkovice Ridera  | ČHL          | 36  | 18            | 17            | 35            | 6             | 13            | 3  | 5        | 8        | 0        |          |          |
| 2023–24      | HC Vítkovice Ridera  | ČHL          | 17  | 6             | 7             | 13            | 4             | —             | —  | —        | —        | —        |          |          |
| 2023–24      | Grizzlys Wolfsburg   | DEL          | 18  | 7             | 9             | 16            | 4             | 4             | 0  | 2        | 2        | 2        |          |          |
| 2024–25      | HC Kometa Brno       | ČHL          | 36  | 18            | 18            | 36            | 4             | 20            | 7  | 6        | 13       | 8        |          |          |
| Celkem v ČHL | Celkem v ČHL         | Celkem v ČHL | 259 | 132           | 154           | 286           | 108           | 56            | 22 | 19       | 41       | 24       |          |          |

## Reprezentace
| Rok                    | Tým                    | Soutěž                 | Z  | G | A  | B  | TM |
| ---------------------- | ---------------------- | ---------------------- | -- | - | -- | -- | -- |
| 2005                   | USA 18'                | MS 18'                 | 6  | 4 | 3  | 7  | 20 |
| 2006                   | USA 20'                | MSJ                    | 7  | 2 | 4  | 6  | 26 |
| 2007                   | USA 20'                | MSJ                    | 7  | 3 | 3  | 6  | 8  |
| 2008                   | USA                    | MS                     | 7  | 0 | 4  | 4  | 0  |
| Juniorská reprezentace | Juniorská reprezentace | Juniorská reprezentace | 20 | 9 | 10 | 19 | 54 |
| Seniorská reprezentace | Seniorská reprezentace | Seniorská reprezentace | 7  | 0 | 4  | 4  | 0  |